# 2014-es szingapúri műugró-Grand Prix-verseny
A Nemzetközi Úszószövetség (FINA) 2014-ben a 20. alkalommal rendezte meg október 17. és október 19. között a műugró-Grand Prix-versenysorozatot, melynek hetedik állomása a délkelet-ázsiai Szingapúr volt.

## Eredmények

### Éremtáblázat
| #        | nemzet   | arany | ezüst | bronz | összesen |
| 1        | Kína     | 6     | 3     | 2     | 11       |
| 2        | Malajzia | 2     | 1     | 3     | 6        |
| 3        | Kolumbia | 0     | 2     | 0     | 2        |
| 4        | Japán    | 0     | 1     | 0     | 1        |
| 4        | Makaó    | 0     | 1     | 0     | 1        |
| összesen | összesen | 8     | 8     | 5     | 21       |

### Éremszerzők
| versenyszám   | arany                               | ezüst                                         | bronz                            |
| férfiak       |                                     |                                               |                                  |
| 3 m           | Ho Csao                             | Li Si-hszin                                   | Ahmad Amsyar Azman               |
| 3 m szinkron  | Ho Csao / Li Si-hszin               | Sebastián Morales / Sebastián Villa Castañeda | Ahmad Amsyar Azman / Yi Wei Chew |
| 10 m          | Csen Aj-szen                        | Yi Wei Chew                                   | Huo Liang                        |
| 10 m szinkron | Csen Aj-szen / Csang Jen-csüan      | Juan Rios / Víctor Hugo Ortega Serna          | nem adták ki                     |
| nők           |                                     |                                               |                                  |
| 3 m           | Jun Hoong Cheong                    | Vang Han                                      | Liu Huj-hszia                    |
| 3 m szinkron  | Wendy Yan Yee Ng / Jun Hoong Cheong | Sut Ian Choi / Sut Kuan Choi                  | nem adták ki                     |
| 10 m          | Sze Ja-csie                         | Csi Si-jü                                     | Zhia Yi Loh                      |
| 10 m szinkron | Jü Csie-hszia / Ping Csing-hszia    | Itahasi Minami / Tacumi Fuka                  | nem adták ki                     |

## A versenyen részt vevő nemzetek
A Grand Prix-n 10 nemzet 38 sportolója – 20 férfi és 18 nő – vett részt, az alábbi megbontásban:
| Részt vevő nemzetek férfi / nő megbontásban | Részt vevő nemzetek férfi / nő megbontásban | Részt vevő nemzetek férfi / nő megbontásban | Részt vevő nemzetek férfi / nő megbontásban | Részt vevő nemzetek férfi / nő megbontásban | Részt vevő nemzetek férfi / nő megbontásban |
| ------------------------------------------- | ------------------------------------------- | ------------------------------------------- | ------------------------------------------- | ------------------------------------------- | ------------------------------------------- |
| nemzet                                      | F                                           | N                                           | nemzet                                      | F                                           | N                                           |
| Ausztrália                                  | 2                                           | 1                                           | Japán                                       | 0                                           | 2                                           |
| Kína                                        | 5                                           | 6                                           | Makaó                                       | 0                                           | 2                                           |
| Kolumbia                                    | 4                                           | 1                                           | Malajzia                                    | 3                                           | 4                                           |
| Grúzia                                      | 2                                           | 0                                           | Monaco                                      | 1                                           | 0                                           |
| Hongkong                                    | 2                                           | 1                                           | Szingapúr                                   | 1                                           | 1                                           |

F = férfi, N = nő

## Versenyszámok

### Férfiak

#### 3 méteres műugrás
| #  | Ország     | Név                       | Pontok |
| -- | ---------- | ------------------------- | ------ |
|    | Kína       | Ho Csao                   | 525,35 |
|    | Kína       | Li Si-hszin               | 498,60 |
|    | Malajzia   | Ahmad Amsyar Azman        | 420,65 |
| 4  | Kolumbia   | Sebastián Villa Castañeda | 407,75 |
| 5  | Malajzia   | Tze Liang Ooi             | 401,60 |
| 6  | Kolumbia   | Sebastián Morales         | 397,45 |
| 7  | Ausztrália | Matthew Carter            | 376,35 |
| 8  | Szingapúr  | Timothy Lee               | 351,45 |
| 9  | Grúzia     | Chola Chanturia           | 308,65 |
| 10 | Grúzia     | Aleksandre Gujabidze      | 274,50 |
| 11 | Monaco     | Ian-Soren Cabioch         | 262,40 |

#### 3 méteres szinkronugrás
| # | Ország   | Név                                           | Pontok |
| - | -------- | --------------------------------------------- | ------ |
|   | Kína     | Ho Csao / Li Si-hszin                         | 422,82 |
|   | Kolumbia | Sebastián Morales / Sebastián Villa Castañeda | 371,49 |
|   | Malajzia | Ahmad Amsyar Azman / Yi Wei Chew              | 367,44 |
| 4 | Hongkong | Jason Wai Ching Poon / Ho Wing Chow           | 322,26 |
| 5 | Grúzia   | Chola Chanturia / Aleksandre Gujabidze        | 298,68 |

#### 10 méteres toronyugrás
| # | Ország     | Név              | Pontok |
| - | ---------- | ---------------- | ------ |
|   | Kína       | Csen Aj-szen     | 531,50 |
|   | Malajzia   | Yi Wei Chew      | 452,35 |
|   | Kína       | Huo Liang        | 433,40 |
| 4 | Ausztrália | Domonic Bedggood | 413,05 |
| 5 | Kolumbia   | Juan Rios        | 393,85 |

#### 10 méteres szinkronugrás
| # | Ország   | Név                                  | Pontok |
| - | -------- | ------------------------------------ | ------ |
|   | Kína     | Csen Aj-szen / Csang Jen-csüan       | 469,56 |
|   | Kolumbia | Juan Rios / Víctor Hugo Ortega Serna | 371,61 |

### Nők

#### 3 méteres műugrás
| #  | Ország     | Név               | Selejtező | Selejtező | Középdöntő | Középdöntő | Középdöntő | Középdöntő | Döntő   | Döntő  |
| #  | Ország     | Név               | Selejtező | Selejtező | A          | A          | B          | B          | Döntő   | Döntő  |
| #  | Ország     | Név               | Rangsor   | Pontok    | Rangsor    | Pontok     | Rangsor    | Pontok     | Rangsor | Pontok |
| -- | ---------- | ----------------- | --------- | --------- | ---------- | ---------- | ---------- | ---------- | ------- | ------ |
|    | Malajzia   | Jun Hoong Cheong  | 2         | 320,50    | 1          | 339,45     |            |            | 1       | 357,35 |
|    | Kína       | Vang Han          | 1         | 336,80    |            |            | 1          | 353,50     | 2       | 351,25 |
|    | Kína       | Liu Huj-hszia     | 3         | 316,85    |            |            | 2          | 302,25     | 3       | 332,15 |
| 4  | Malajzia   | Wendy Yan Yee Ng  | 4         | 291,45    | 2          | 300,60     |            |            | 4       | 316,70 |
| 5  | Makaó      | Sut Ian Choi      | 5         | 272,80    |            |            | 3          | 275,90     | 5       | 283,65 |
| 6  | Ausztrália | Sherilyse Gowlett | 6         | 268,80    | 3          | 294,60     |            |            | 6       | 268,40 |
|    |            |                   |           |           |            |            |            |            |         |        |
| 7  | Kolumbia   | Diana Pineda      | 7         | 255,15    |            |            | 4          | 274,75     |         |        |
| 8  | Makaó      | Sut Kuan Choi     | 10        | 229,55    | 4          | 250,75     |            |            |         |        |
| 9  | Hongkong   | Sharon Chan       | 9         | 240,75    |            |            | 5          | 245,85     |         |        |
| 10 | Szingapúr  | Myra Lee          | 8         | 245,90    | 5          | 242,25     |            |            |         |        |

#### 3 méteres szinkronugrás
| # | Ország   | Név                                 | Pontok |
| - | -------- | ----------------------------------- | ------ |
|   | Malajzia | Wendy Yan Yee Ng / Jun Hoong Cheong | 289,80 |
|   | Makaó    | Sut Ian Choi / Sut Kuan Choi        | 270,48 |

#### 10 méteres toronyugrás
| # | Ország   | Név                  | Pontok |
| - | -------- | -------------------- | ------ |
|   | Kína     | Sze Ja-csie          | 380,95 |
|   | Kína     | Csi Si-jü            | 372,70 |
|   | Malajzia | Zhia Yi Loh          | 320,05 |
| 4 | Malajzia | Traisy Vivien Tukiet | 294,75 |

#### 10 méteres szinkronugrás
| # | Ország | Név                              | Pontok |
| - | ------ | -------------------------------- | ------ |
|   | Kína   | Jü Csie-hszia / Ping Csing-hszia | 310,47 |
|   | Japán  | Itahasi Minami / Tacumi Fuka     | 246,21 |